# Clódio Celsino Adélfio
Clódio Celsino Adelfo (em latim: Clodius Celsinus Adelphius) foi um oficial romano do século IV, ativo no reinado dos imperadores Constantino (r. 306–337), Constantino II (r. 337–350) e Constâncio II (r. 337–361).

## Vida

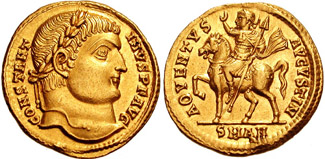
Soldo de Constantino r.

Adelfo era patrono de Benevento. Foi casado com Faltônia Betícia Proba e era pai de Quinto Clódio Hermogeniano Olíbrio e Faltônio Probo Alípio. Sua esposa converter-se ao cristianismo após 353 e é provável que ele também se converteu; ele provavelmente dedicou uma coluna próximo ao principal altar da Basílica de Santa Anastácia no Palatino ou aquela foi a inscrição funerária de sua esposa ou sua.
Antes de 333, foi corretor da Apúlia e Calábria, com sede em Benevento. Em 339/340, foi procônsul de província incerta, talvez África. De 7 de junho a 18 de dezembro de 351, foi prefeito urbano de Roma sob o usurpador Magnêncio (r. 351–353). No período, foi acusado por Doro de conspirar contra Magnêncio e é provável que essa acusação era verdadeira, como mostra o fato de que sua esposa Proba escreveu um poema celebrando a vitória de Constâncio II sob o usurpador.